# Caixmiris

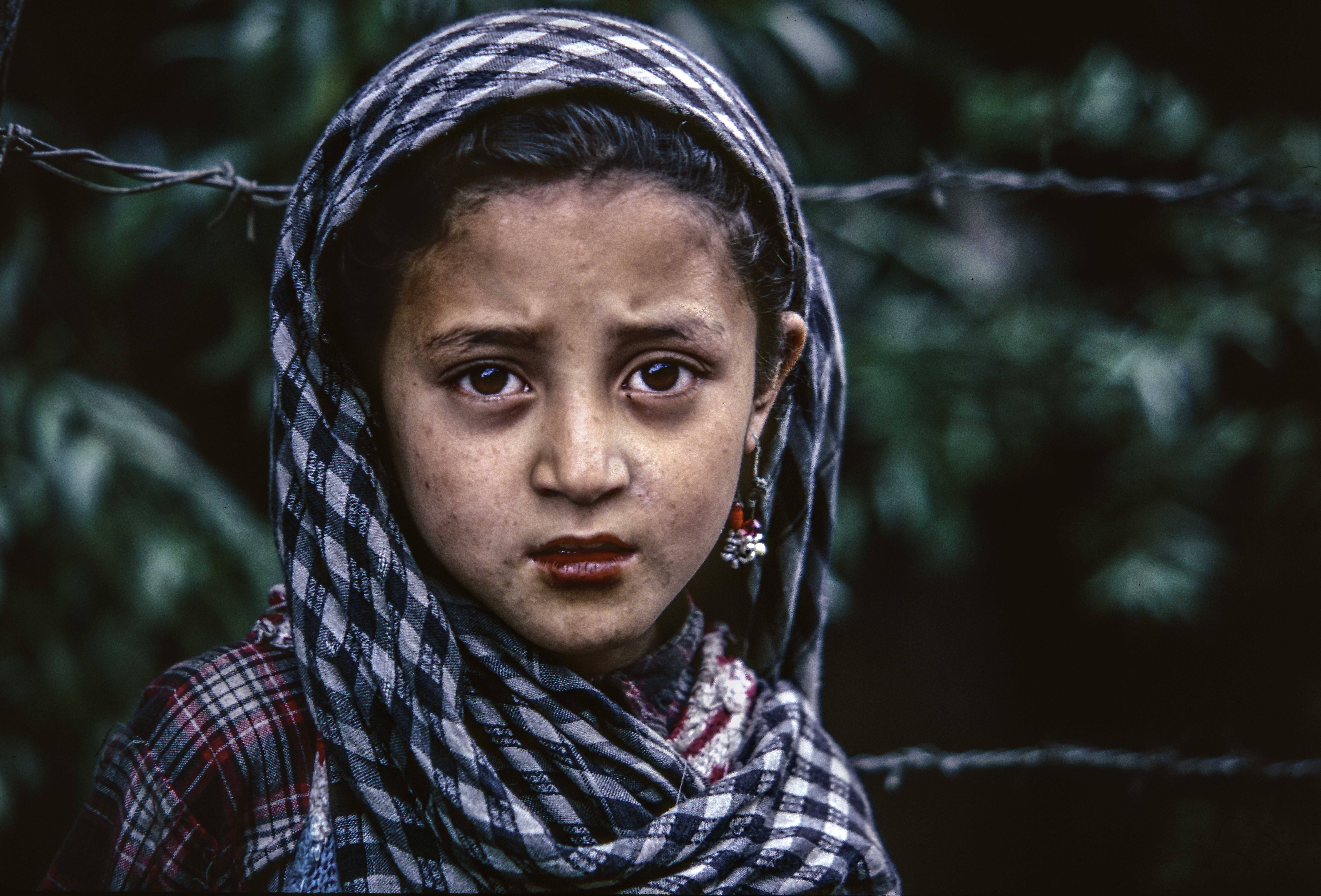
Xiqueta de la vall del Caixmir, 1988

Els caixmiris (caixmiri: कॉशुर, کٲشُر Koshur) són un grup ètnic dàrdic que viu a la regió del Caixmir sota administració índia. Parlen la llengua caixmiri. La població de la vall del Caixmir és homogènia encara que dividida entre els que practiquen la religió hindú (4%, més 2% de sikhs) i els que practiquen la musulmana (94%), però tots comparteixen llengua, costums i etnicitat.